# Arcenillas
Arcenillas es un municipio y lugar español de la provincia de Zamora, en la comunidad autónoma de Castilla y León. Cuenta con una población de 448 habitantes (INE 2024).
Situado en un alto a siete kilómetros al sur de Zamora, en Tierra del Vino, es conocido por la iglesia de Nuestra Señora de la Asunción, declarada Monumento Histórico Artístico en 1982, que alberga en su altar la colección de tablas hispano-flamencas que Fernando Gallego pintó para el retablo de la Catedral de Zamora en el siglo XV y que fueron compradas al Cabildo Catedralicio en 1712 junto con la Custodia.

## Toponimia
El topónimo Arcenillas es de directa interpretación a partir de una derivación autóctona del latín vulgar ilicīna, cuyo significado en castellano es encina. Consta documentalmente la forma Herzinas en referencia a Encinas de Abajo en Salamanca y Ercina (1259), posteriormente Erçina de Sanct Silvestre, es decir, Encina de San Silvestre, también en Salamanca. La primera mención es interesante por preservar la -z- sonora. En erzina se ha producido una síncopa de la segunda la -i- de ilicīna, junto con la apertura de la vocal inicial y la frecuente fluctuación entre líquidas en posición implosiva l > r. Es una evolución directa desde la base latina, ajena a los procesos de propagación de nasal y falso análisis, como artículo, de la l- inicial, que explican la forma castellana encina < lezina < ilicīna.
Así pues, Arcenillas se explicaría por disimilación y apertura en sílabas no acentuadas a partir de un Erzinillas. Los nombres de lugar salmantinos antes citados han evolucionado hacia Encina cuando la palabra castellana, probablemente propagada desde el este de la región, se hizo dominante. En cambio, Arcenillas habrá permanecido a salvo de tal cambio gracias a su evolución fonética anterior a la influencia del léxico castellano (evolución propiciada por el desplazamiento del acento al sufijar), que la sustrae a la gravitación de encina. Como ejemplos de vacilación en el grado de apertura de vocales cuando adquieren condición de átonas por traslado del acento, véase Veguellina o Fresnadillo, lugares cuya forma esperable sería Veguillina o Fresnedillo.

## Geografía física

### Ubicación
El municipio de Arcenillas se encuentra situado en la comarca zamorana de Tierra del Vino, comarca que incluye el espacio territial comprendido entre el río Duero al norte, La Guareña al este, la provincia de Salamanca al sur y Sayago al oeste. Su término municipal linda con:
| Noroeste: Zamora        | Norte: Zamora               | Noreste: Villaralbo             |
| Oeste: Morales del Vino |                             | Este: Moraleja del Vino         |
| Suroeste: Pontejos      | Sur: Casaseca de las Chanas | Sureste: Casaseca de las Chanas |

Arcenillas se encuentra situado a poco más de 8 km de la ciudad de Zamora, 62 km de Salamanca, 105 de Valladolid y 258 de Madrid. El casco urbano, se encuentra situado a una altitud media de 710 m.

## Historia

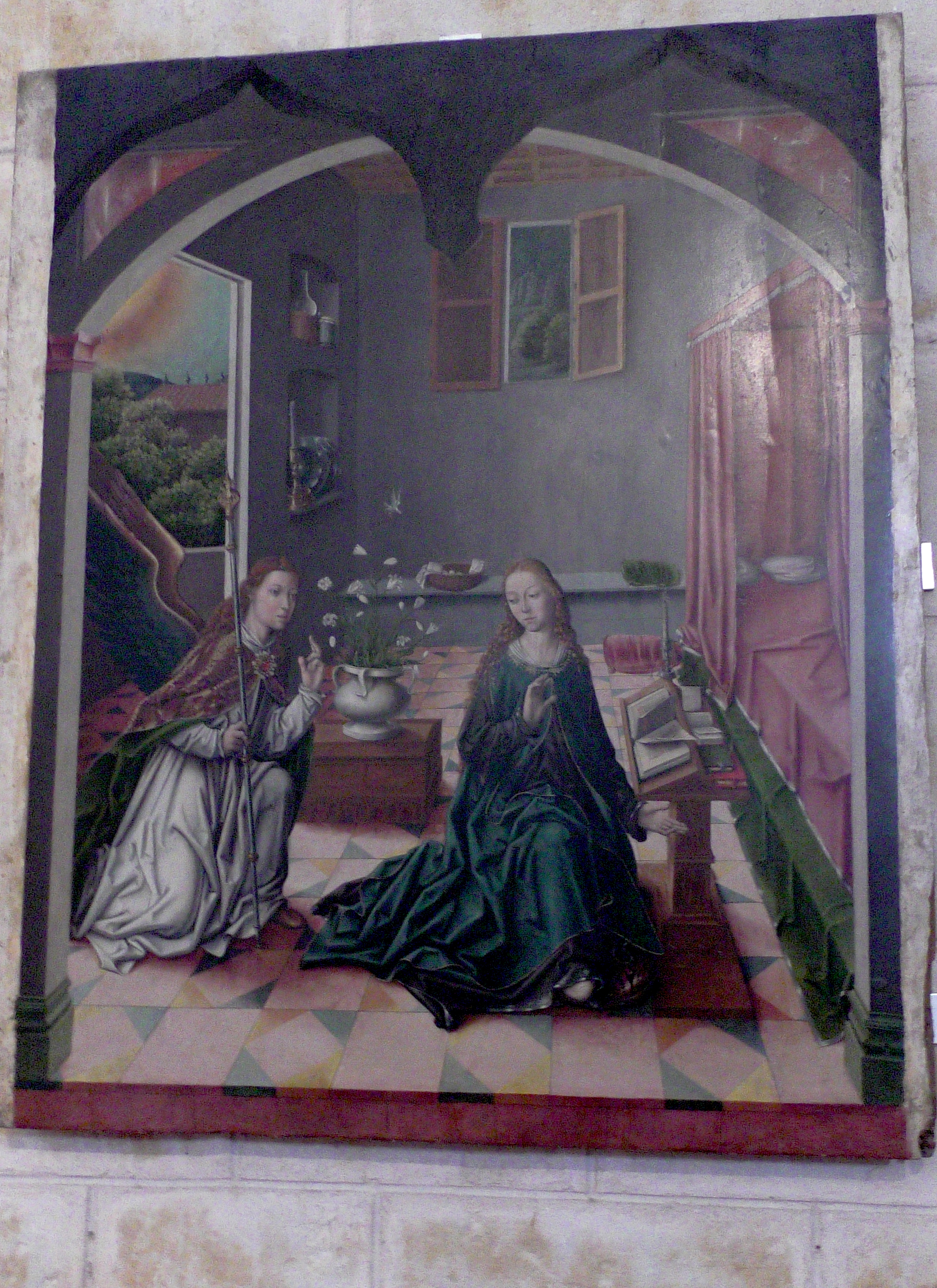
Tabla de la Anunciación, de Fernando Gallego

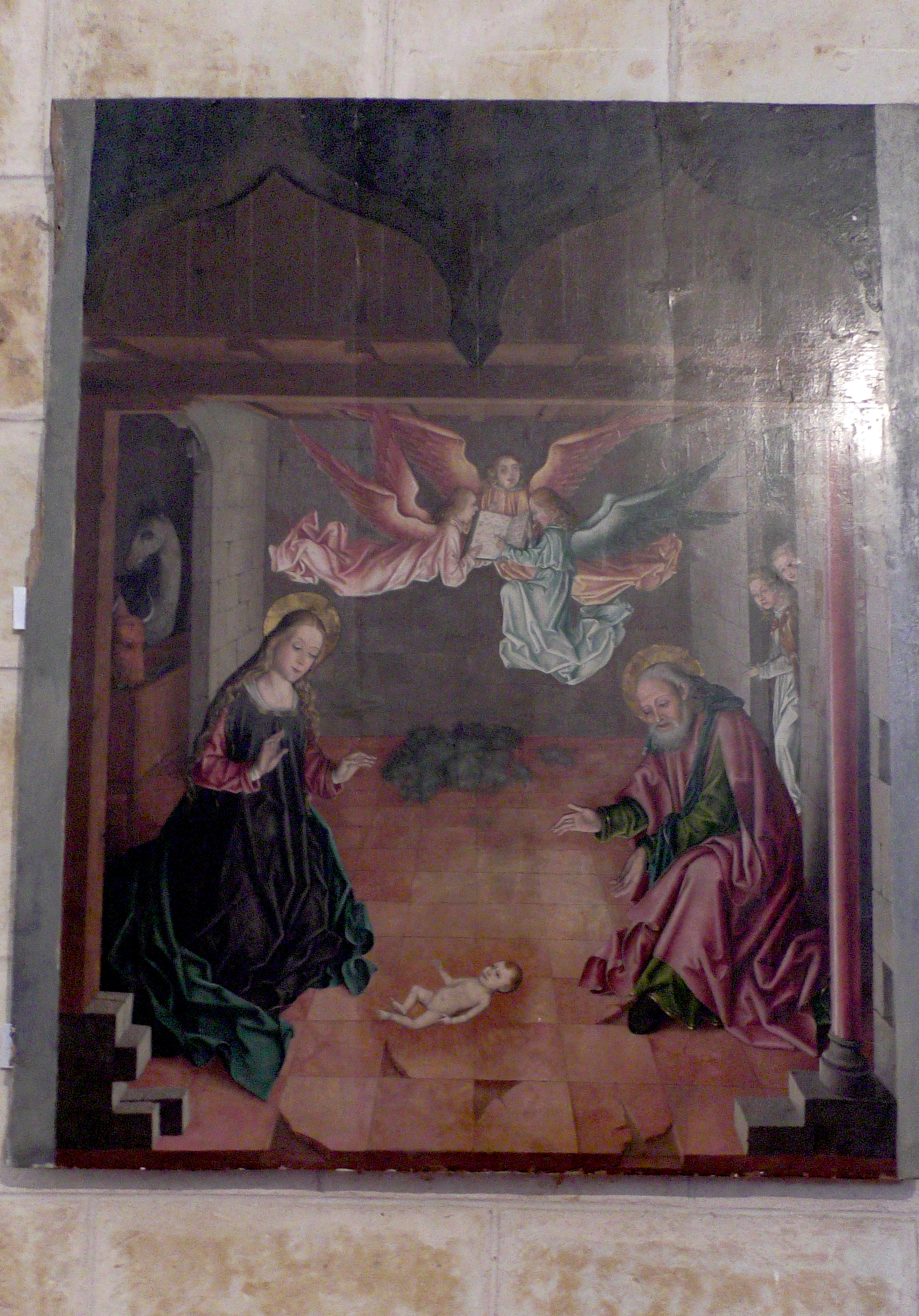
Tabla del Nacimiento, de Fernando Gallego

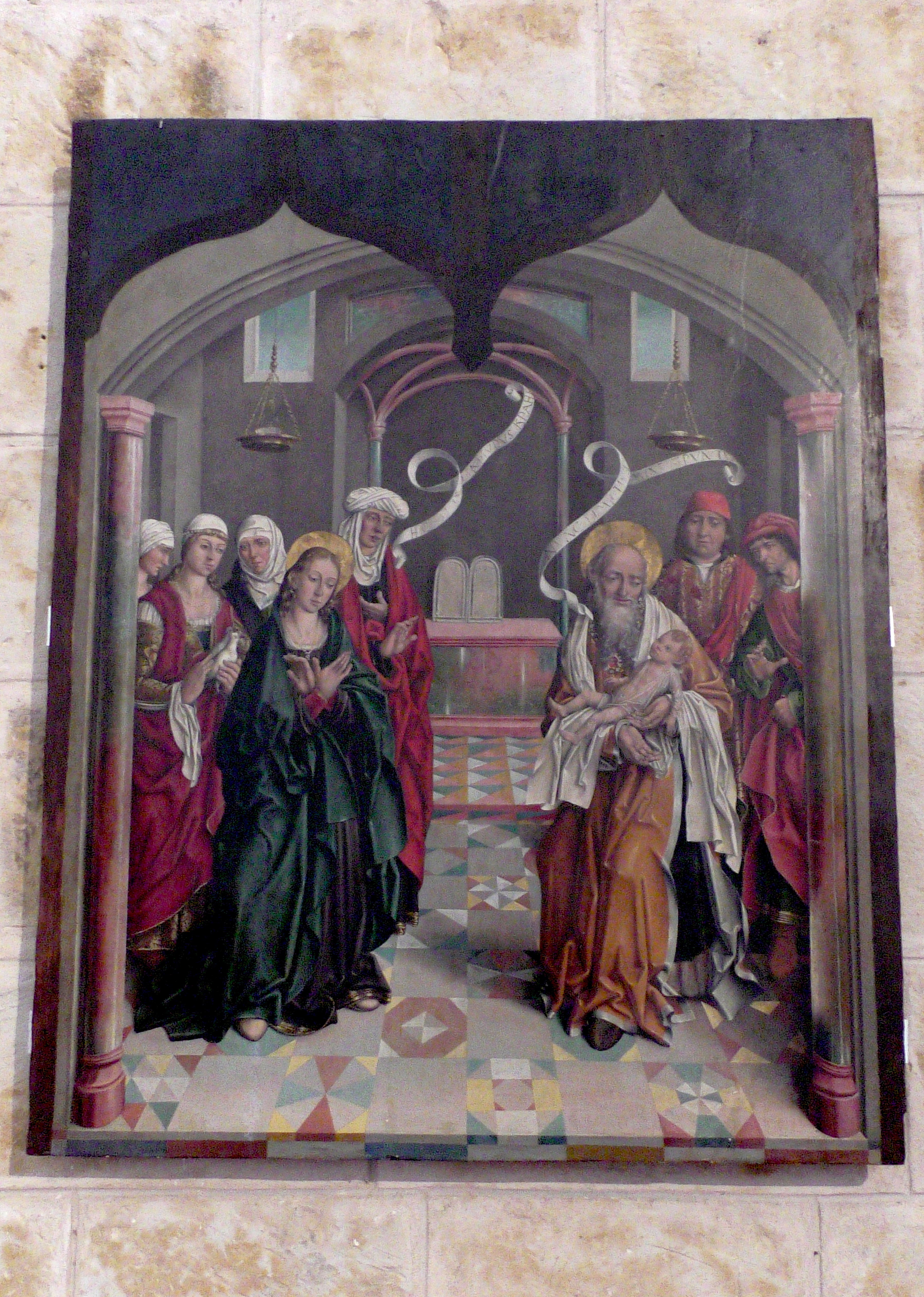
Tabla de La Presentación en el Templo, de Fernando Gallego

### Edad Media
La fundación del pueblo se remontaría a la Edad Media, cuando habría sido fundado por los monarcas del Reino de León, quienes además, para suscitar la repoblación, alentaron la implantación de la Iglesia en el territorio, habiendo albergado los parajes de La Corona y Los Frailes dos conventos.
Así, la localidad aparece citada por primera vez en un documento del Archivo Diocesano de Zamora de 1254 con el nombre de Arcinielas. Su contenido relata la permuta de unas tierras que el obispo de Zamora Pedro I realiza con Monio Sánchez, dándole una tierra que dicen de Santiago en Arcenillas, otra en la vega entre Moraleja del Vino y Arcenillas, y otra más «a la par del pedazo de Pedro de Galego»; mientras que el obispo recibe una tierra que llaman Las Mangas en la carretera de Villaralvino (entiéndase Villaralbo), además de dos tierras que salen a La Laguna y otra en el Peso. Todos estos topónimos se mantienen en la actualidad.
Además de en otros tantos documentos del anterior Archivo, el nombre de Arcinielas aparece en las diversas versiones conservadas del Fuero de Zamora.

### Edad Moderna
Durante la Edad Moderna, Arcenillas se integraba en el Partido del Vino de la provincia de Zamora, tal y como reflejaba en 1773 Tomás López en Mapa de la Provincia de Zamora.
En los siglos XV y XVI la principal industria y foco de desarrollo del pueblo fue la fabricación de paños, estando asentados en el pueblo varios sastres, pelaires y tundidores. Por aquel entonces, Arcenillas contaba más de 500 habitantes, cifra que bajó en los siglos posteriores por la decadencia del negocio de los paños y por las crisis demográficas debidas a epidemias.

### Edad Contemporánea
Con la invasión napoleónica, las fuerzas francesas invasoras se llevaron todo el oro y la plata de la parroquia, aunque al final de la guerra se pudo recuperar.
Con la creación de las actuales provincias en 1833, Arcenillas quedó encuadrado en la provincia de Zamora, dentro de la región Leonesa, integrándose en 1834 en el Partido Judicial de Zamora.

### SigloXIX
Así se describe a Arcenillas en la página 471 del tomo II del Diccionario geográfico-estadístico-histórico de España y sus posesiones de Ultramar, obra impulsada por Pascual Madoz a mediados del siglo XIX:

ARCENILLAS
Lugar con ayuntamiento en la provincia, administración de rentas, partido judicial y diócesis de Zamora (1 legua), audiencia territorial y capitanía general de Valladolid (16).
Situado en un llano al final de una colina de 15 a 20 varas de elevación, que se extiende 1 legua al S, y 1/4 de E a O; y batido libremente por los vientos. Su cielo es alegre, y su clima bastante sano.
Se compone de 100 casas desiguales, y la mayor parte de tierra; 30 de ellas, con las comodidades necesarias a un labrador; todas son de un solo piso y de 5 a 6 varas de elevación, pero muy decentes y bien adornadas, formando calles rectas, que, aunque sin empedrar, son hermosas y limpias mientras no llueve; hay plaza de 60 varas en cuadro; la municipalidad tiene en ella su casa de poca más extensión que las demás.
El pueblo escasea de aguas, pero hay una fuente con 2 hermosos caños de la que se surten los habitantes; su agua es de buen gusto. Tiene abrevadero para el ganado y un lavadero, aunque se encuentra una laguna que se forma de las aguas que vierte.
Hay una escuela de instrucción primaria común a ambos sexos, a la que concurren 70 alumnos, bajo la dirección de 1 maestro, dotado con 1100 reales; 1 iglesia parroquial con la advocación de Nuestra Señora de la Asunción; la sirve un párroco, cuya plaza es de término y de provisión real y ordinaria; tiene por sufragánea la de Pontejos que dista 1/2 legua; la sirve 1 teniente cura; el edificio de la primera es hermoso y sólido, todo de piedra labrada por el orden romano; fue reedificado en el año de 1597, como consta de una inscripción puesta en la pared del N; consta de 2 naves, sostenidas por 2 hermosas y bien acabadas columnas, que dan un realce extraordinario de majestad. El cuerpo de la iglesia, cuya longitud y latitud es de 25 varas burgalesas, está cubierto de artesonado, excepto la nave o capilla mayor, que tiene bóveda de ladrillo; consta de 3 altares, los ornamentos muy decentes, y con solo las alhajas indispensables, pero entre ellas tiene 1 viril de oro, plata y piedras preciosas de bastante magnitud y de mucho mérito y valor; hay 1 cementerio al S, cuyas paredes son de tierra, y es proporcionado a la población.
Confina el término por N con el de Zamora, por E con el de Moraleja; por S con el de Casaseca de las Chanas, y por O con el de Morales; se extiende de N a S 1 legua, y de E a O 3/4.
El terreno es bastante fértil, y por la parte de S todo llano y al nivel del pueblo, lo mismo a O hasta 1/4 legua; al NE tiene un declive de 15 a 20 varas que degenera en una planicie; comprende 4669 fanegas, de las que una sexta parte es de primera calidad, dos de segunda y el resto de tercera.
Sus caminos son locales y en mediano estado. La correspondencia se recibe de Zamora.
Producciones: trigo, cebada, garbanzos, otras legumbres y vino; de la primera especie, por un quinquenio, 5000 fanegas, 1500 de cebada, 1000 de garbanzos, 800 ó 1000 de las otras legumbres, y unos 30 000 cántaros de vino; tiene 30 parejas de labor, y se crían algunas liebres y conejos.
La industria está reducida a 1 tejedor de lienzos; y el comercio a la exportación a Zamora de los frutos sobrantes.
Población: 15 vecinos, 61 almas.

Capital productivo: 314 000 reales. Imponible: 21 911. Contribución por todos conceptos: 8833 reales. El presupuesto municipal asciende a 2125 reales, y se cubre con el producto de propios.

## Geografía humana

### Demografía
Cuenta con una población de 448 habitantes (INE 2024).
| Gráfica de evolución demográfica de Arcenillas entre 1842 y 2021                                                      |
| |
| Población de derecho según los censos de población del INE. Población de hecho según los censos de población del INE. |

### Transportes
Atraviesa el municipio la carretera autonómica CL-605 que lo une en dirección sureste con Segovia y en dirección noroeste con Zamora, la capital de la provincia, situada a unos 7 km. Esta carretera permite enlazar además fácilmente con la carretera nacional N-630 que une Gijón con Sevilla así como a la autovía Ruta de la Plata, de igual recorrido que la anterior y que constituye el principal eje de transportes del oeste del país. 
Existen además carreteras locales asfaltadas a Morales del Vino y a Moraleja del Vino.   
En cuanto al transporte público se refiere, tras el cierre del Ferrocarril Ruta de la Plata, que pasaba por el vecino municipio de Morales y tenía parada en el mismo, no existen servicios de tren en el municipio ni en los vecinos, ni tampoco línea regular con servicio de autobús, siendo las estaciones más cercanas las de Zamora capital. Por otro lado el aeropuerto de Salamanca es el más cercano, estando a unos 77 km de distancia.

## Política
El Pleno del Ayuntamiento de Arcenillas está integrado por siete concejales, siendo la alcaldesa Jenifer Fernández García, cabeza de la lista de Ahora Decide, que resultó la más votada en las últimas elecciones municipales, contando con seis concejales, mientras que el Partido Popular cuenta con un concejal. El Ayuntamiento forma parte de la Mancomunidad Tierra del Vino.

## Infraestructuras y servicios
Esta localidad cuenta en su núcleo de población con infraestructuras tales como tres parques y jardines, dos depósitos de agua, un cuartel de la Guardia Civil, un gran frontón, un salón de baile, etc.
Existen cuatro locales abiertos al público, que son un bar, una farmacia, una panadería-pastelería y un taller de vehículos.
En el término municipal se asientan otras industrias, como varias explotaciones ganaderas, un almacén de productos de droguería, una fábrica de muebles de cocina, un hospital para caballos, etc.

## Cultura

### Patrimonio
La iglesia parroquial de Nuestra Señora de la Asunción, declarada Monumento Histórico Artístico en 1982, es de los siglos XV y XVI principalmente, siendo la torre o espadaña del siglo XIX.
Alberga en su interior una conjunto de catorce tablas de la autoría de Fernando Gallego y su taller, fechadas entre 1490 y 1494, constituyendo la colección más importante de este autor. Formaron parte en su día de un gran retablo de al menos 35 tablas que fue adquirido por la Iglesia de Nuestra Señora de la Asunción a la Catedral de Zamora en 1712, junto con la Custodia. Este retablo en torno a 1820 fue desmontado para la realización de unas obras de construcción de la bóveda del ábside, siendo entonces cuando desaparecieron un mínimo de 19 tablas. Una más desapareció a finales del siglo XIX.
En la noche del 22 al 23 de noviembre de 1993, aprovechando un andamio de rehabilitación del exterior de la iglesia, fueron robadas cuatro tablas, hasta hoy en paradero desconocido. En la actualidad se exhiben las once tablas originales y cuatro réplicas de las robadas.

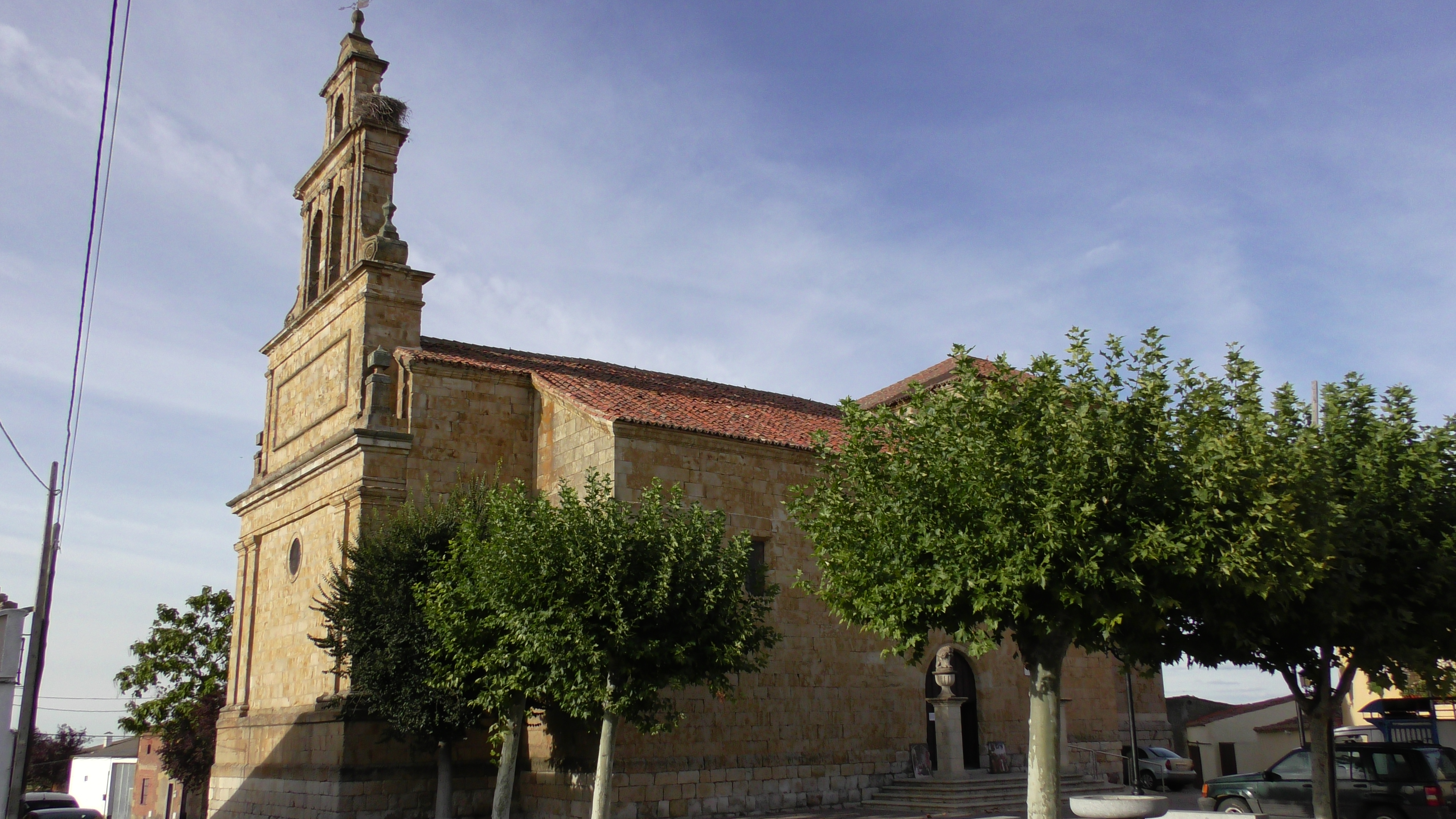
Iglesia parroquial

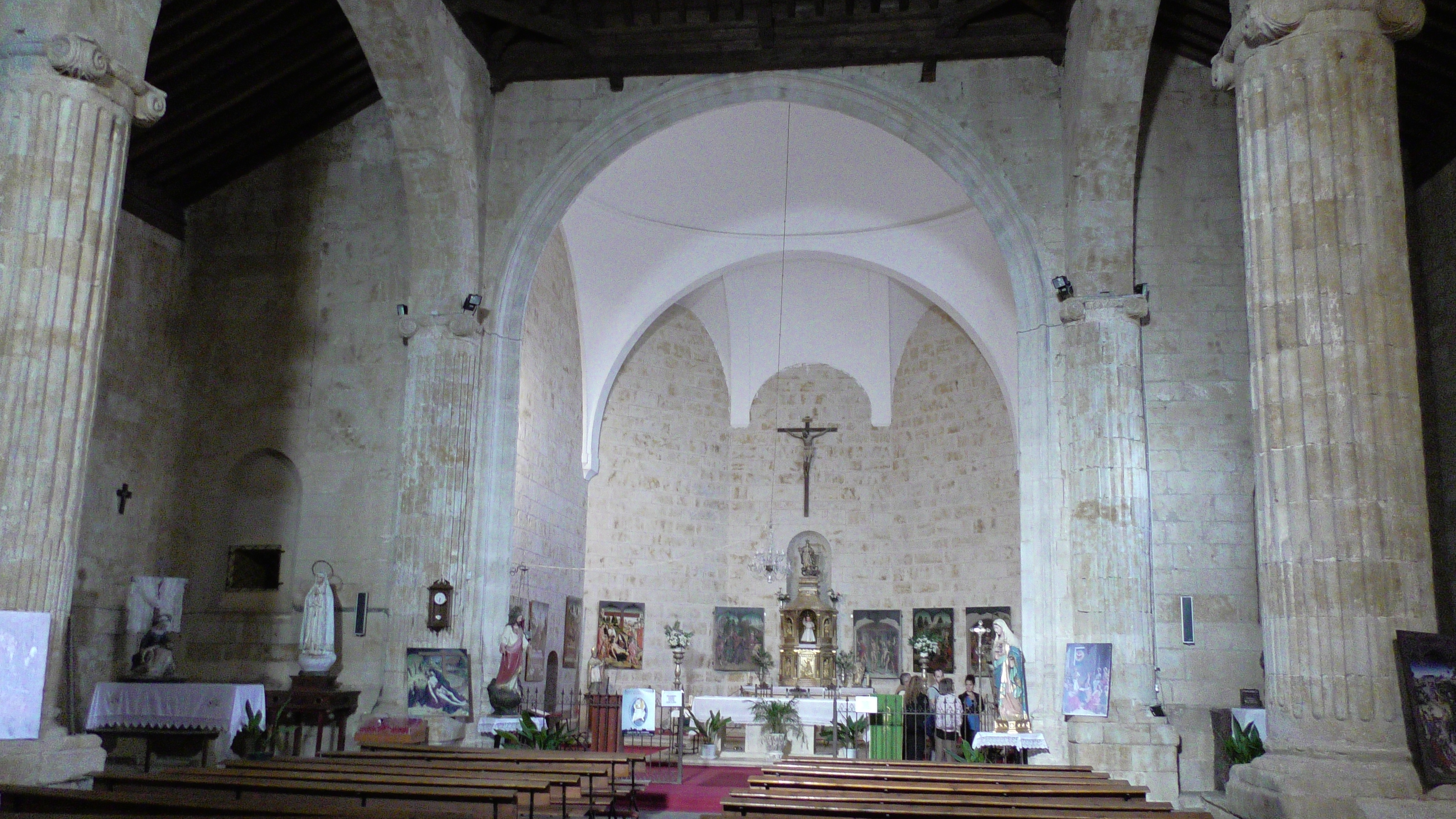
Interior de la iglesia con la exposición de las tablas de Fernando Gallego

Listado de tablas catalogadas en la actualidad:
- La Anunciación.
- El Nacimiento.
- La Adoración de los Magos. Desaparecida en el siglo XIX, recuperada posteriormente. Actualmente se exhibe en el Museo de Bellas Artes de Asturias.
- Las Bodas de Caná.
- La Entrada Triunfal de Jesús en Jerusalén.
- La Última Cena.
- La Oración en el Huerto.
- La Flagelación.Camino del Calvario.
- La Crucifixión.
- El Descendimiento. Robada en 1993, hoy en paradero desconocido. Se exhibe una copia.
- El Santo Entierro. Robada en 1993, hoy en paradero desconocido. Se exhibe una copia.
- La Resurrección. Robada en 1993, hoy en paradero desconocido. Se exhibe una copia.
- Jesús se aparece a María Magdalena. Desaparecida en el siglo XIX, recuperada posteriormente. Actualmente se exhibe en el Museo Catedralicio de Zamora.
- Las dudas de Santo Tomás. Robada en 1993, hoy en paradero desconocido. Se exhibe una copia.
- La Ascensión.
- Pentecostés. Desaparecida en el siglo XIX, recuperada posteriormente. Actualmente se exhibe en el Museo Catedralicio de Zamora.

### Fiestas
El 15 de mayo festejan San Isidro Labrador, con actos religiosos y procesión aderezados con un variado programa de ocio. En verano destaca la Fiesta de la Tinaja (antes del pepinillo), en enero San Antón, y también hay fiestas de quintos, aunque sobresale la de carácter patronal el 15 de agosto en honor de la Virgen de la Asunción. El programa responde a la habitual combinación de juegos infantiles, tradicionales, deportes, bailes, música, folklore y otros espectáculos.

### Gastronomía
El cocido, las legumbres, el cordero guisado, así como productos de matanza y quesos conforman la dieta básica de la zona.